# مجله بریتانیایی پرستاری عمومی
مجله بریتانیایی پرستاری عمومی (به انگلیسی: British Journal of Community Nursing) یک ماهنامه پرستاری است که از سال ۱۹۹۶ در انگلستان منتشر می‌شود. این ماهنامه مطالب و موارد حرفه‌ای پرستاری بالینی و پرستاری در خانه را شامل می‌شود.